# Margaret Beauchamp, Duchess of Somerset
Margaret Beauchamp (* um 1410; † 1482) war eine englische Adlige. Durch Ehe war sie zeitweise Duchess of Somerset und Baroness Welles.

## Leben
Margaret Beauchamp war die Tochter von Sir John Beauchamp († April 1412), Gutsherr von Bletsoe in Bedfordshire, und dessen zweiter Frau, Edith Stourton († 13. Juni 1441), der Tochter von Sir John Stourton, Gutsherr von Stourton in Wiltshire.
Spätestens 1421 beerbte sie ihren einzigen Bruder, John Beauchamp, der jung und unverheiratet verstarb. Von ihm erbte sie die Güter Lydiard Tregoze in Wiltshire, Ashmore in Dorset, sowie Bletsoe und Keysoe in Bedfordshire.
Sie heiratete dreimal. Nach ihrem Tod 1482 wurde sie neben ihrem zweiten Mann im Wimborne Minster in Dorset begraben.

## Ehen und Nachkommen
In erster Ehe heiratete sie Sir Oliver St John († 1437), den Sohn und Erben von Sir John St John und Isabel Paveley, der Tochter und Erbin von Sir John Paveley. Mit ihm hatte sie zwei Söhne und fünf Töchter:
- Sir John St John († 1513/14) of Bletsoe, ⚭ Alice Bradshagh, Tochter von Sir Thomas Bradshagh, of Haigh in Lancashire[3]
- Oliver St John († 1497) of Lydiard Tregoze, ⚭ Elizabeth Scrope, Tochter von Henry Scrope, 4. Baron Scrope of Bolton, und Elizabeth le Scrope, Tochter von John Scrope, 4. Baron Scrope of Masham[4]
- Edith St John, ⚭ Geoffrey Pole[5]
- Mary St John, ⚭ Sir Richard Frogenall[2]
- Elizabeth St John († vor dem 3. Juli 1494), ⚭ I) William la Zouche, 5. Baron Zouche of Harringworth († 25. Dezember 1462); ⚭ II) John Scrope, 5. Baron Scrope of Bolton († 17. August 1498)[2]
- Agnes St John, ⚭ David Malpas[2]
- Margaret St John, Äbtissin von Shaftesbury[2]

In zweiter Ehe heiratete sie spätestens 1442 John Beaufort, 1. Duke of Somerset († 1444), mit dem sie eine Tochter hatte:
- Margaret Beaufort (1443–1509), ⚭ I) Edmund Tudor, 1. Earl of Richmond († 1456), die beiden sind die Eltern von König Heinrich VII.; ⚭ II) Henry Stafford († 1471), Sohn des Humphrey Stafford, 1. Duke of Buckingham; ⚭ III) Thomas Stanley, 1. Earl of Derby († 1504)[6]

In dritter Ehe heiratete sie 1447 Lionel de Welles, 6. Baron Welles, mit dem sie einen Sohn hatte:
- John Welles, 1. Viscount Welles († 9. Februar 1499), ⚭ Cecily of York, Tochter König Eduard IV. (1469–1507)[7]